# Hissmofors
Hissmofors – miejscowość (tätort) w Szwecji, w regionie administracyjnym (län) Jämtland, w gminie Krokom.
Według danych Szwedzkiego Urzędu Statystycznego liczba ludności wyniosła: 308 (31 grudnia 2015), 315 (31 grudnia 2018) i 321 (31 grudnia 2019).